# 懷德軍
怀德军，唐朝、北宋时设置的军。
唐玄宗开元八年（720年），南天竺国王尸利那罗僧伽向唐朝表示要率领战象、及兵马讨伐大食及吐蕃等，唐玄宗赐军名为怀德军。
宋徽宗大观二年（1108年）北宋升原来的平夏城为怀德军。平夏城治今宁夏固原市黄铎堡古城址。唐朝于此地置石门关。怀德军属于秦凤路，辖境相当于今宁夏同心县、海原县和固原市部分地区，靖康之变之后，被西夏占据。